# Qasr al-Hayr al-Gharbi
El Qasr al-Hayr al-Gharbi (en árabe:قصر الحير الغربي), es un palacio que se encuentra a 80 kilómetros al suroeste de Palmira, en el camino de Damasco, construido por el califa omeya Hisham ibn Abd al-Malik en el año 727.

## Historia
Algunos de los materiales utilizados en su construcción fueron el ladrillo, la piedra, estuco, mármol, yeso, entre otros. Qasr al-Hayr al-Gharbi es uno de los numerosos castillos omeyas del desierto en la región sirio-jordana. El sitio originalmente constaba de un complejo palaciego, una casa de baños, edificios industriales para la producción de aceite de oliva, un jardín de regadío y otro edificio que, según los estudiosos, pudo haber sido un caravasar. Sobre la entrada hay una inscripción que declara que fue construido por Hisham en el año 727, afirmación que se ve confirmada por el estilo arquitectónico.
El castillo es cuadrangular con líneas generales de más 70 metros de lado. La puerta central del castillo es muy atractiva, y ha sido trasladada al Museo Nacional de Damasco, que lo utiliza como entrada principal. Sus torres cilíndricas a los lados de la puerta de principal, las columnas y todas sus formas geométricas reflejan una mezcla persa, la arquitectura bizantina y árabe. No queda mucho del castillo y sólo es visible la reserva de agua, y un baño. También se pueden observar otros lugares de interés como habitaciones y un sistema de calefacción.